# Ţāherīyeh-ye Yek Va Do
Ţāherīyeh-ye Yek Va Do (persiska: طاهریّه یک و دو, Ţāherīyeh-ye Do) är en ort i Iran.   Den ligger i provinsen Khuzestan, i den västra delen av landet, 600 km sydväst om huvudstaden Teheran. Ţāherīyeh-ye Yek Va Do ligger 13 meter över havet och antalet invånare är 194.
Terrängen runt Ţāherīyeh-ye Yek Va Do är mycket platt. Runt Ţāherīyeh-ye Yek Va Do är det ganska tätbefolkat, med 144 invånare per kvadratkilometer. Närmaste större samhälle är Malīḩeh-ye Ḩājj Badr, 12,5 km norr om Ţāherīyeh-ye Yek Va Do. Omgivningarna runt Ţāherīyeh-ye Yek Va Do är i huvudsak ett öppet busklandskap.